# Jang Hee-jin

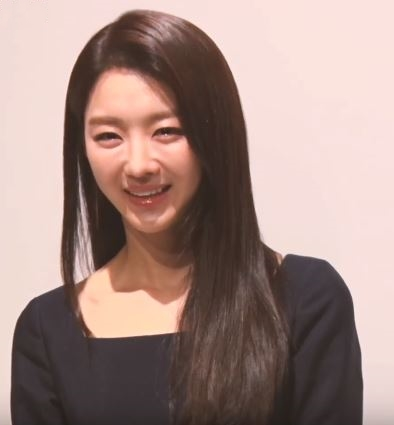
Jang Hee-jin nel 2019

Jang Hee-jin (Incheon, 9 maggio 1983) è un'attrice e modella sudcoreana.

## Biografia
Nata il 9 maggio 1983 a Incheon, Jang inizia la propria carriera posando per le riviste di moda CeCi e Marie Claire. L'esordio televisivo avviene nel 2004, partecipando alla quinta stagione della serie televisiva Nonstop, mentre quello cinematografico due anni dopo, con il film dell'orrore Apt. Nel 2011 è la co-protagonista di Seupa-i Myeong-wol, mentre nel 2019 è la protagonista del drama Babel.